# Blavet Bellevue Océan Communauté
Die Blavet Bellevue Océan Communauté ist ein französischer Gemeindeverband mit der Rechtsform einer Communauté de communes im Département Morbihan in der Region Bretagne. Sie umfasst fünf Gemeinden im Südwesten des Départements, ihr Verwaltungssitz befindet sich im Ort Merlevenez.

## Historische Entwicklung
Teilweiser Vorgänger war die Communauté de Communes de Bellevue, welche aus den drei Gemeinden  Merlevenez, Nostang und Sainte-Hélène bestand. Am 1. Januar 2002 wurden mit Kervignac und Plouhinec noch zwei weitere Gemeinden hinzu gewonnen und die Bezeichnung des Gemeindeverbandes auf den heutigen Stand verändert.
Im Februar 2022 beschloss der Rat des Gemeindeverbands die Änderung des bisherigen Namens Communauté de communes de Blavet Bellevue Océan auf den aktuellen Namen.

## Mitgliedsgemeinden
| Gemeinde                         | Einwohner 1. Januar 2022 | Fläche km² | Dichte Einw./km² | Code INSEE | Postleitzahl |
| -------------------------------- | ------------------------ | ---------- | ---------------- | ---------- | ------------ |
| Kervignac                        | 7.085                    | 39,56      | 179              | 56094      | 56700        |
| Merlevenez                       | 3.191                    | 17,67      | 181              | 56130      | 56700        |
| Nostang                          | 1.650                    | 15,71      | 105              | 56148      | 56690        |
| Plouhinec                        | 5.343                    | 35,58      | 150              | 56169      | 56680        |
| Sainte-Hélène                    | 1.298                    | 8,08       | 161              | 56220      | 56700        |
| Blavet Bellevue Océan Communauté | 18.567                   | 116,60     | 159              | –          | –            |